# Брэдли, Эйвери
Э́йвери Анто́нио Брэ́дли-младший (англ. Avery Antonio Bradley Jr.; род. 26 ноября 1990 года Такома, Вашингтон, США) — американский профессиональный баскетболист, ранее выступавший в Национальной баскетбольной ассоциации.

## Биография

### Школа
В свой выпускной год Брэдли котировался, как один из лучших выпускников школ в 2009 году. Он был 1-м номером по версии ESPNU, 4-м в рейтинге Rivals.com и 5-м по версии Scout.com. Эйвери привёл свою школьную команду к титулу чемпионов США, а также считался лучшим защитником задней линии среди школьников нации. По итогам сезона он получил звание лучшего баскетболиста-школьника года по версии ESPN, а также был включён в символическую сборную года.

### Техас Лонгхорнс
Брэдли решил поступить в Техасский университет, чтобы выступать за местную баскетбольную команду «Техас Лонгхорнс». В 2002 и 2003 годах семья Эйвери жила в Далласе, и он болел за «Лонгхорнс» во время игр «Финала четырёх», а также персонально за разыгрывающего команды Ти Джея Форда.
Команда начала сезон 2009/2010 годов с 17 побед подряд. 9 января Брэдли стал лучшим игроков матча против команды Университета Колорадо, набрав 29 очков (лучший показатель за студенческую карьеру) и 9 подборов. В «Мартовском безумии» Лонгхорнс уступили в первом же матче на вылет «Уэйк Форрест Димон Диконс» со счётом 80—81, Эйвери провалил игру, набрав 9 очков.

### Профессиональная карьера

#### Драфт НБА
После разочаровывающего сезона с «Лонгхорнс» Брэдли решил выставить свою кандидатуру на Драфт НБА 2009 года, но перед тем, как начать подготовку в различных спортивных лагерях, он закончил учебный семестр в университете. Скауты НБА предсказывали, что Эйвери выберут в районе 10—15 места, в итоге он был выбран под 19-м номером «Бостон Селтикс».

#### Бостон Селтикс

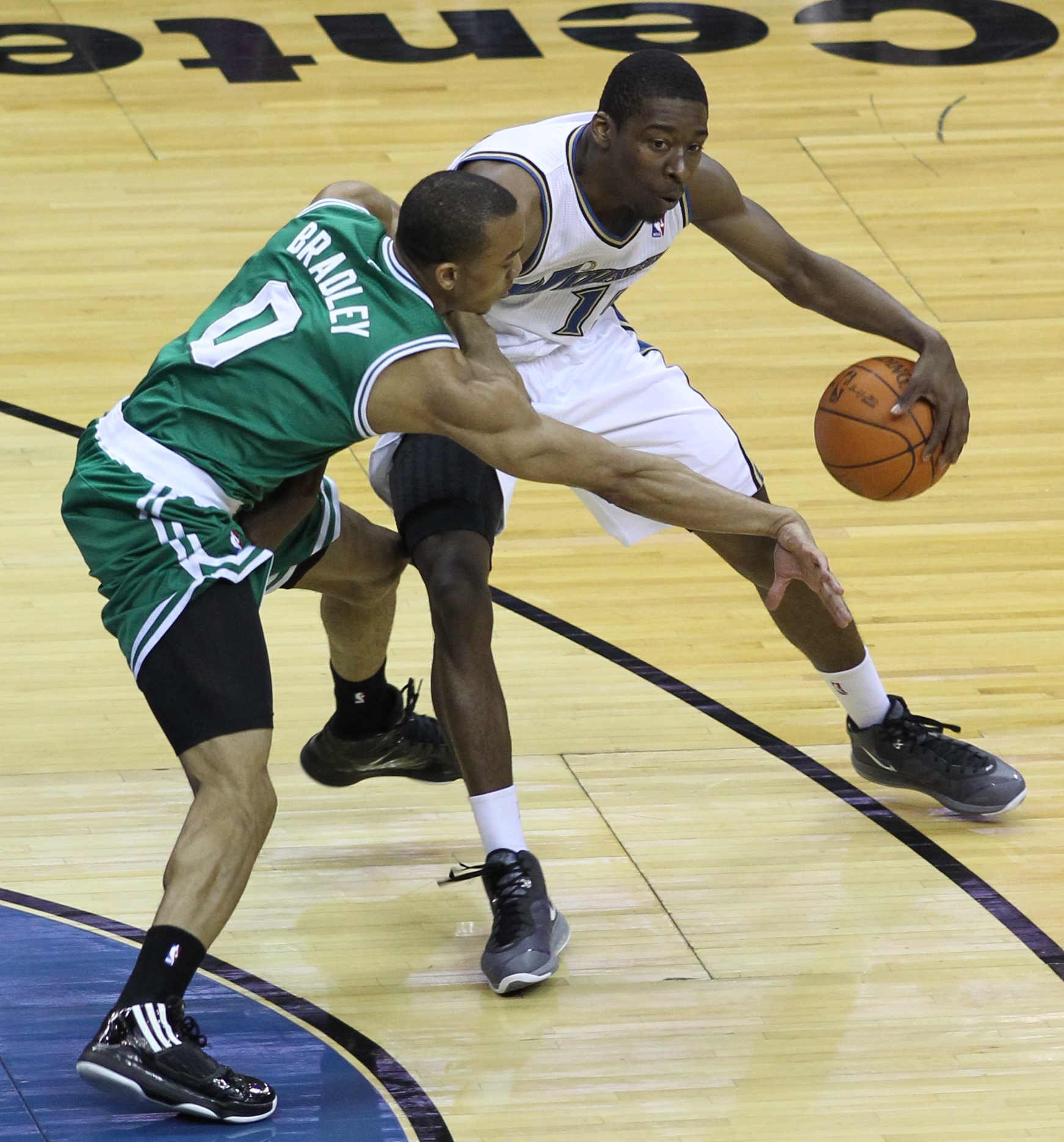
Брэдли защищается против Джордана Кроуфорда

2 июля 2010 года Брэдли подписал контракт с «Селтикс», за первый сезон он должен был получить около $1,4 млн, а за второй около $1,5 млн. В тот же день Эйвери сделали операцию на голеностопном суставе, он получил травму в одном из тренировочных лагерей перед драфтом. Восстановление заняло больше времени, чем предполагали специалисты, Брэдли вернулся в строй только в конце ноября. После неожиданно серьёзной травмы Док Риверс решил не перегружать новичка и давал ему ограниченное время на площадке. 14 января Эйвери отправили в Лигу развития НБА в команду «Мэн Ред Клоз». В одной из игр он повторил рекорд «Ди-Лиги», сделав 9 перехватов в одном матче. 6 февраля его вернули в «Бостон», где до конца сезона он выходил на паркет на небольшие промежутки времени.
Брэдли начал сезон 2011/12 как дублёр Рэджона Рондо и Кейона Дулинга на позиции разыгрывающего, к концу сезона он стал чаще выходить на позиции атакующего защитника, заменив в стартовой пятёрке травмированного Рэя Аллена. На новой позиции Брэдли смог в полной мере раскрыть потенциал в игре в защите. Уже в январе прогресс Эйвери в защите стал очевиден, в этом же месяце он впервые вышел в стартовой пятёрке «Бостона». Весной 2012 года Брэдли стал одним из ключевых игроков «Селтикс», а также занял 8-е место в голосовании на звание «Самого прогрессирующего игрока НБА». В 3-й игре первого раунда плей-офф против «Атланты Хокс» Эйвери получил вывих левого плеча и не смог продолжить встречу. Он пропустил несколько игр, но затем вернулся в состав, команда благополучно прошла в следующий раунд, где встречалась с «Филадельфией Севенти Сиксерс». Во 2-й игре серии Брэдли вновь вывихнул плечо, по слова Дока Риверса это случилось в третий раз за две недели, игрок не смог продолжить матч. 25 мая стало известно, что Эйвери будет сделана операция на плече, и он пропустит оставшиеся игры плей-офф. Врачи изучавшие состояние здоровья молодого игрока пришли к выводу, что ему необходима ещё одна операция на втором плече. Но её нельзя было проводить, так как Брэдли должен был восстановиться после первой операции, таким образом из-за затянувшегося лечения ожидалось, что он пропустит первый отрезок сезона 2012/13.
30 октября 2012 года Селтикс продлили контракт с Брэдли до конца сезона 2013/14, за который он должен будет получить $2,5 млн. Эйвери восстановился после травмы и 2 января вышел в стартовой пятёрке в игре против «Мемфис Гриззлис». 28 января Рэджон Рондо выбыл до конца сезона из-за травмы колена, и Брэдли перевели на позицию разыгрывающего защитника в стартовой пятёрке.

#### Хапоэль (Иерусалим)
Во время локаута НБА 2011 года Брэдли выступал за команду израильской лиги «Хапоэль» из Иерусалима. Он сыграл всего два матча и вернулся в расположение «Селтикс» после прекращения локаута.

#### Возвращение в Бостон (2011—2017)

###### Сезон 2011-12
В сезоне НБА 2011/2012 годов у Брэдли было много игрового времени, и после травмы Рэя Аллена вошёл в стартовую пятёрку. 20 апреля 2012 года ему удалось набрать рекордные в карьере 28 очков в матче против «Атланта Хокс». Однако Брэдли вывихнул плечо во время плей-офф НБА 2012 года, потребовалось операционное вмешательство, в итоге «Селтикс», проиграли «Майами Хит» в семи играх в финале конференции.

###### Сезон 2012-13
2 января 2013 года Брэдли вновь вернулся на паркет в игре против «Мемфис Гриззлис», выступив в роли стартового атакующего защитника и значительно усилив команду, о чем свидетельствуют их победы в шести из первых семи игр, в которых участвовал Брэдли.

###### Сезон 2014-15
15 июля Брэдли повторно подписал четырехлетний контракт с «Селтикс» на 32 миллиона долларов. В регулярном сезоне Брэдли лидировал среди «Селтикс» по количеству сыгранных минут и очков, хотя его количество очков за игру и процент бросков немного снизились с 2013 по 2014 год. Серия плей-офф «Селтикс» была короткой, так как будущий чемпион конференции «Кливленд Кавальерс» обыграл «Селтикс» со счетом 4-0. В последней игре серии Брэдли сыграл 40 из 48 минут, но его 16 очков не хватило, чтобы одолеть Леброна Джеймса и «Кавальерс». Тем не менее, сезон 2014-15 стал неожиданным успехом для «Селтикс» и еще одним успешным и относительно здоровым годом для Брэдли.

###### Сезон 2015-16
Он пропустил две игры из-за травмы икры вернулся в игру в качестве шестого номера. Он отлично справился со своей новой ролью, улучшив показатели набора очков, эффективности и защиты. Брэдли пропустил три игры в начале января из-за травмы бедра, и после его возвращения «Селтикс» стали одной из лучших команд Восточной конференции. Брэдли сыграл ряд запоминающихся игр. 27 января он набрал 21 очко в первой половине, выиграв со счетом 111—103 у «Денвер Наггетс». 5 февраля он забил победный трехочковый бросок, который позволил «Бостону» одержать победу со счетом 104—103 над лидером Восточной конференции «Кливленд Кавальерс».

###### Сезон 2016-17
Брэдли пришлось пережить несколько травм, в первую очередь травму правого ахилла, из-за которой он пропустил 22 из 23 игр в январе и феврале. Сезон был успешным для «Селтикс»: 53 победы принесли им первое место в плей-офф Восточной конференции.

#### Детройт Пистонс (2017—2018)
7 июля 2017 года «Селтикс», желая освободить место в платежной ведомости для подписания звездного свободного агента Гордона Хэйуорда, обменяли Брэдли и выбор второго раунда драфта 2019 года в «Детройт Пистонс» на Маркуса Морриса. На тот момент Брэдли был самым долгоиграющим «кельтом» в команде. В своем дебюте за «Пистонс» в открытии сезона 18 октября 2017 года Брэдли набрал 15 очков в победе над «Шарлотт Хорнетс».

#### Лос-Анджелес Клипперс (2018—2019)
29 января 2018 года Брэдли, а также Тобиас Харрис, Бобан Марьянович, будущий защищенный выбор первого раунда драфта и будущий выбор второго раунда драфта, были обменяны в «Лос-Анджелес Клипперс» на Блэйка Гриффина, Уилли Рида и Брайса Джонсона. 13 марта 2018 года он перенес успешную операцию по восстановлению приводящей мышцы бедра и прямой мышцы живота. Он выбыл на срок от шести до восьми недель.
9 июля 2018 года Брэдли переподписал контракт с «Клипперс».

#### Мемфис Гриззлис (2019)
7 февраля 2019 года Брэдли был обменян в «Мемфис Гриззлис» на Джамайкла Грина и Гаррета Темпла. 12 февраля Брэдли набрал 33 очка в матче с «Сан-Антонио Сперс».
6 июля 2019 года Брэдли был отчислен «Гриззлис».

#### Лос-Анджелес Лейкерс (2019—2020)
В июле 2019 года Брэдли подписал двухлетний контракт на сумму 9,77 млн долларов с «Лос-Анджелес Лейкерс». Сезон 2019-20 был приостановлен в середине сезона из-за пандемии COVID-19. Сезон возобновился, но Брэдли отказался вернуться в клуб, чтобы остаться с семьей ради своего старшего ребенка, шестилетнего сына Лиама, который с трудом восстанавливался после респираторных заболеваний. «Лейкерс» подписали Джея Ар Смита на его место. Без Брэдли «Лейкерс» выиграли Финал НБА 2020 года. Однако Брэдли получил чемпионский перстень за ту роль, которую он сыграл в регулярном сезоне 2019-20. После окончания сезона он отказался от опции игрока на 5 миллионов долларов в последний год своего контракта и стал свободным агентом.

#### Майами Хит (2020—2021)
23 ноября 2020 года Брэдли подписал контракт с «Майами Хит».

#### Хьюстон Рокетс (2021)
25 марта 2021 года Брэдли, Келли Олиник и право на обмен пиков на драфте 2022 года были обменяны в «Хьюстон Рокетс» на Виктора Оладипо. «Рокетс» решили не активировать опцию команды в его контракте, что сделало его свободным агентом по окончании сезона.
24 сентября 2021 года Брэдли подписал контракт с «Голден Стэйт Уорриорз». Однако 15 октября он был отчислен после четырех предсезонных игр.

#### Возвращение в Лейкерс (2021—2022)
18 октября 2021 года Брэдли вернулся в «Лейкерс».

## Статистика

### Статистика в НБА
| Сезон                                                                                    | Команда  | Регулярный сезон | Регулярный сезон | Регулярный сезон | Регулярный сезон | Регулярный сезон | Регулярный сезон | Регулярный сезон | Регулярный сезон | Регулярный сезон | Регулярный сезон | Регулярный сезон | Серия плей-офф | Серия плей-офф | Серия плей-офф | Серия плей-офф | Серия плей-офф | Серия плей-офф | Серия плей-офф | Серия плей-офф | Серия плей-офф | Серия плей-офф | Серия плей-офф |
| Сезон                                                                                    | Команда  | GP               | GS               | MPG              | FG%              | 3P%              | FT%              | RPG              | APG              | SPG              | BPG              | PPG              | GP             | GS             | MPG            | FG%            | 3P%            | FT%            | RPG            | APG            | SPG            | BPG            | PPG            |
| ---------------------------------------------------------------------------------------- | -------- | ---------------- | ---------------- | ---------------- | ---------------- | ---------------- | ---------------- | ---------------- | ---------------- | ---------------- | ---------------- | ---------------- | -------------- | -------------- | -------------- | -------------- | -------------- | -------------- | -------------- | -------------- | -------------- | -------------- | -------------- |
| 2010/11                                                                                  | Бостон   | 31               | 0                | 5,2              | 34,3             | 0,0              | 50,0             | 0,5              | 0,4              | 0,3              | 0,0              | 1,7              | Не участвовал  | Не участвовал  | Не участвовал  | Не участвовал  | Не участвовал  | Не участвовал  | Не участвовал  | Не участвовал  | Не участвовал  | Не участвовал  | Не участвовал  |
| 2011/12                                                                                  | Бостон   | 64               | 28               | 21,4             | 49,8             | 40,7             | 79,5             | 1,8              | 1,4              | 0,7              | 0,2              | 7,6              | 10             | 10             | 24,8           | 36,8           | 22,7           | 66,7           | 2,0            | 0,8            | 0,8            | 0,6            | 6,7            |
| 2012/13                                                                                  | Бостон   | 50               | 50               | 28,7             | 40,2             | 31,7             | 75,5             | 2,2              | 2,1              | 1,3              | 0,4              | 9,2              | 6              | 6              | 31,9           | 40,5           | 25,0           | 100,0          | 2,2            | 1,3            | 1,8            | 0,2            | 6,7            |
| 2013/14                                                                                  | Бостон   | 60               | 58               | 30,9             | 43,8             | 39,5             | 80,4             | 3,8              | 1,4              | 1,1              | 0,2              | 14,9             | Не участвовал  | Не участвовал  | Не участвовал  | Не участвовал  | Не участвовал  | Не участвовал  | Не участвовал  | Не участвовал  | Не участвовал  | Не участвовал  | Не участвовал  |
| 2014/15                                                                                  | Бостон   | 77               | 77               | 31,5             | 42,9             | 35,2             | 79,0             | 3,1              | 1,8              | 1,1              | 0,2              | 13,9             | 4              | 4              | 33,3           | 38,0           | 26,3           | 85,7           | 3,8            | 0,8            | 0,8            | 0,0            | 12,3           |
| 2015/16                                                                                  | Бостон   | 76               | 72               | 33,4             | 44,7             | 36,1             | 78,0             | 2,9              | 2,1              | 1,5              | 0,3              | 15,2             | 1              | 1              | 33,2           | 43,8           | 14,3           | 100,0          | 3,0            | 1,0            | 1,0            | 1,0            | 18,0           |
| 2016/17                                                                                  | Бостон   | 55               | 55               | 33,4             | 46,3             | 39,0             | 73,1             | 6,1              | 2,2              | 1,2              | 0,2              | 16,3             | 18             | 18             | 35,8           | 44,1           | 35,1           | 77,8           | 3,9            | 2,3            | 1,3            | 0,2            | 16,7           |
| 2017/18                                                                                  | Детройт  | 40               | 40               | 31,7             | 40,9             | 38,1             | 76,3             | 2,4              | 2,1              | 1,2              | 0,2              | 15,0             | Не участвовал  | Не участвовал  | Не участвовал  | Не участвовал  | Не участвовал  | Не участвовал  | Не участвовал  | Не участвовал  | Не участвовал  | Не участвовал  | Не участвовал  |
| 2017/18                                                                                  | Клипперс | 6                | 6                | 27,5             | 47,3             | 11,1             | 100,0            | 3,7              | 1,8              | 0,8              | 0,2              | 9,2              | Не участвовал  | Не участвовал  | Не участвовал  | Не участвовал  | Не участвовал  | Не участвовал  | Не участвовал  | Не участвовал  | Не участвовал  | Не участвовал  | Не участвовал  |
| 2018/19                                                                                  | Клипперс | 49               | 49               | 29,9             | 38,3             | 33,7             | 80,0             | 2,7              | 2,0              | 0,6              | 0,3              | 8,2              | Не участвовал  | Не участвовал  | Не участвовал  | Не участвовал  | Не участвовал  | Не участвовал  | Не участвовал  | Не участвовал  | Не участвовал  | Не участвовал  | Не участвовал  |
| 2018/19                                                                                  | Мемфис   | 14               | 14               | 31,6             | 46,3             | 38,4             | 92,0             | 3,1              | 4,0              | 1,0              | 0,0              | 16,1             | Не участвовал  | Не участвовал  | Не участвовал  | Не участвовал  | Не участвовал  | Не участвовал  | Не участвовал  | Не участвовал  | Не участвовал  | Не участвовал  | Не участвовал  |
| 2019/20                                                                                  | Лейкерс  | 49               | 44               | 24,2             | 44,4             | 36,4             | 83,3             | 2,3              | 1,3              | 0,9              | 0,1              | 8,6              | Не участвовал  | Не участвовал  | Не участвовал  | Не участвовал  | Не участвовал  | Не участвовал  | Не участвовал  | Не участвовал  | Не участвовал  | Не участвовал  | Не участвовал  |
| 2020/21                                                                                  | Майами   | 10               | 1                | 21,1             | 47,0             | 42,1             | 77,8             | 1,8              | 1,4              | 0,7              | 0,1              | 8,5              | Не участвовал  | Не участвовал  | Не участвовал  | Не участвовал  | Не участвовал  | Не участвовал  | Не участвовал  | Не участвовал  | Не участвовал  | Не участвовал  | Не участвовал  |
| 2020/21                                                                                  | Хьюстон  | 17               | 5                | 23,0             | 31,4             | 27,0             | 83,3             | 2,3              | 1,9              | 0,8              | 0,1              | 5,2              | Не участвовал  | Не участвовал  | Не участвовал  | Не участвовал  | Не участвовал  | Не участвовал  | Не участвовал  | Не участвовал  | Не участвовал  | Не участвовал  | Не участвовал  |
| 2021/22                                                                                  | Лейкерс  | 62               | 45               | 22,7             | 42,3             | 39,0             | 88,9             | 2,2              | 0,8              | 0,9              | 0,1              | 6,4              | Не участвовал  | Не участвовал  | Не участвовал  | Не участвовал  | Не участвовал  | Не участвовал  | Не участвовал  | Не участвовал  | Не участвовал  | Не участвовал  | Не участвовал  |
|                                                                                          | Всего    | 660              | 544              | 27,5             | 43,4             | 36,5             | 78,3             | 2,8              | 1,7              | 1,0              | 0,2              | 11,0             | 39             | 39             | 32,1           | 42,0           | 31,2           | 78,0           | 3,1            | 1,6            | 1,2            | 0,3            | 12,2           |
| Наведите курсор мыши на аббревиатуры в заголовке таблицы, чтобы прочесть их расшифровку. |          |                  |                  |                  |                  |                  |                  |                  |                  |                  |                  |                  |                |                |                |                |                |                |                |                |                |                |                |

### Статистика в Джи-Лиге
| Сезон                                                                                    | Команда      | Регулярный сезон | Регулярный сезон | Регулярный сезон | Регулярный сезон | Регулярный сезон | Регулярный сезон | Регулярный сезон | Регулярный сезон | Регулярный сезон | Регулярный сезон | Регулярный сезон | Серия плей-офф | Серия плей-офф | Серия плей-офф | Серия плей-офф | Серия плей-офф | Серия плей-офф | Серия плей-офф | Серия плей-офф | Серия плей-офф | Серия плей-офф | Серия плей-офф |
| Сезон                                                                                    | Команда      | GP               | GS               | MPG              | FG%              | 3P%              | FT%              | RPG              | APG              | SPG              | BPG              | PPG              | GP             | GS             | MPG            | FG%            | 3P%            | FT%            | RPG            | APG            | SPG            | BPG            | PPG            |
| ---------------------------------------------------------------------------------------- | ------------ | ---------------- | ---------------- | ---------------- | ---------------- | ---------------- | ---------------- | ---------------- | ---------------- | ---------------- | ---------------- | ---------------- | -------------- | -------------- | -------------- | -------------- | -------------- | -------------- | -------------- | -------------- | -------------- | -------------- | -------------- |
| 2010/11                                                                                  | Мэн Ред Клоз | 9                | 6                | 32,2             | 45,2             | 37,0             | 85,7             | 4,8              | 5,2              | 3,0              | 0,3              | 17,1             | Не участвовал  | Не участвовал  | Не участвовал  | Не участвовал  | Не участвовал  | Не участвовал  | Не участвовал  | Не участвовал  | Не участвовал  | Не участвовал  | Не участвовал  |
|                                                                                          | Всего        | 9                | 6                | 32,2             | 45,2             | 37,0             | 85,7             | 4,8              | 5,2              | 3,0              | 0,3              | 17,1             | Не участвовал  | Не участвовал  | Не участвовал  | Не участвовал  | Не участвовал  | Не участвовал  | Не участвовал  | Не участвовал  | Не участвовал  | Не участвовал  | Не участвовал  |
| Наведите курсор мыши на аббревиатуры в заголовке таблицы, чтобы прочесть их расшифровку. |              |                  |                  |                  |                  |                  |                  |                  |                  |                  |                  |                  |                |                |                |                |                |                |                |                |                |                |                |

### Статистика в NCAA
| Сезон | Команда | Conf   | Class | GP | GS | MPG  | FG%  | 3P%  | FT%  | RPG | APG | SPG | BPG | PPG  |
| --- | ------- | ------ | ----- | -- | -- | ---- | ---- | ---- | ---- | --- | --- | --- | --- | ---- |
| 2009/10 | Техас   | Big 12 | FR    | 34 | 32 | 29,5 | 43,2 | 37,5 | 54,5 | 2,9 | 2,1 | 1,3 | 0,5 | 11,6 |
| Всего | Всего   | Всего  | Всего | 34 | 32 | 29,5 | 43,2 | 37,5 | 54,5 | 2,9 | 2,1 | 1,3 | 0,5 | 11,6 |
| Наведите курсор мыши на аббревиатуры в заголовке таблицы, чтобы прочесть их расшифровку Статистика приведена с сайта sports-reference.com |         |        |       |    |    |      |      |      |      |     |     |     |     |      |

### Статистика в других лигах
| Сезон | Команда             | Лига              | GP | GS | MPG  | FG%  | 3P%  | FT%  | RPG | APG | SPG | BPG | PFL | TOV | PPG  |
| --- | ------------------- | ----------------- | -- | -- | ---- | ---- | ---- | ---- | --- | --- | --- | --- | --- | --- | ---- |
| 2011/12 | Хапоэль (Иерусалим) | Чемпионат Израиля | 19 | 5  | 28,4 | 43,9 | 31,5 | 68,2 | 3,4 | 2,1 | 1,6 | 0,3 | 2,6 | 2,5 | 12,3 |
| Всего | Всего               | Всего             | 19 | 5  | 28,4 | 43,9 | 31,5 | 68,2 | 3,4 | 2,1 | 1,6 | 0,3 | 2,6 | 2,5 | 12,3 |
| Наведите курсор мыши на аббревиатуры в заголовке таблицы, чтобы прочесть их расшифровку Статистика приведена с сайта basketball.realgm.com |                     |                   |    |    |      |      |      |      |     |     |     |     |     |     |      |